# Georges Lemaître ATV
A Georges Lemaître (Automated Transfer Vehicle 005, ATV-005), az Európai Űrügynökség ATV sorozatának ötödik teherűrhajója.
Nevét Georges Henri Joseph Édouard Lemaître belga fizikus, teológus iránti tiszteletből kapta. A forráshiány miatt utolsó európai teherűrhajót 2014. július 29-én bocsátották fel a Guyana Űrközpontból, hogy fontos ellátmányokat szállítson a Nemzetközi Űrállomásra.